# Mike Kennedy (jégkorongozó, 1986)
Mike Kennedy (Dorchester, Ontario, 1986. április 21. –) kanadai profi jégkorongozó.

## Pályafutása
Komolyabb junior karrierjét a Western Ontario Hockey League-ben, a St. Thomas Stars csapatában kezdte 2003-ban. A következő évben is ebben a csapatban játszott, majd 2005-ben felvételt nyert a Cornell Egyetemre. Az egyetemi csapatban 2009-ig játszott. Utolsó évben csapatkapitány lett. Még ebben a bajnok idényben 3 mérkőzést játszhatott az American Hockey League-es Albany River Ratsben. Ezután egy év szünet volt a pályafutásában, mert súlyos sérülést szenvedett, így nem játszhatott. 2010-ben visszatért az ECHL-es Florida Everbladesben 12 mérkőzésre, majd visszavonult.

## Díjai
- NCAA (ECAC) All-Academic Csapat: 2009